# (4755) Nicky
(4755) Nicky est un astéroïde de la ceinture principale.

## Description
(4755) Nicky est un astéroïde de la ceinture principale. Il fut découvert le 6 octobre 1931 à Flagstaff par Clyde William Tombaugh. Il présente une orbite caractérisée par un demi-grand axe de 2,28 UA, une excentricité de 0,25 et une inclinaison de 3,1° par rapport à l'écliptique.

## Compléments